# Arthur (Nebraska)
Arthur é uma vila localizada no estado americano de Nebraska, no Condado de Arthur.

## Demografia
Segundo o censo americano de 2000, a sua população era de 145 habitantes. 
Em 2006, foi estimada uma população de 121, um decréscimo de 24 (-16.6%).

## Geografia
De acordo com o United States Census Bureau, a localidade tem uma área de 0,8 km², sem área coberta por água. Arthur localiza-se a aproximadamente 1114 m acima do nível do mar.

## Localidades na vizinhança
O diagrama seguinte representa as localidades num raio de 56 km ao redor de Arthur. 